# Angiografía por resonancia magnética
La angiografía por resonancia magnética (ARM) es un grupo de técnicas basadas en imágenes por resonancia magnética (IRM) para obtener imágenes de los vasos sanguíneos. La angiografía por resonancia magnética se utiliza para generar imágenes de arterias (y con menos frecuencia de venas) para evaluarlas en busca de estenosis (estrechamiento anormal), oclusiones, aneurismas (dilataciones de la pared de los vasos, riesgo de ruptura) u otras anomalías. La ARM se usa a menudo para evaluar las arterias del cuello y el cerebro, la aorta torácica y abdominal, las arterias renales y las piernas (este último examen a menudo se denomina "escorrentía").
- Datos: Q907325
- Multimedia: Magnetic resonance angiography / Q907325